# Świątniki (gromada w powiecie radziejowskim)
Świątniki – dawna gromada, czyli najmniejsza jednostka podziału terytorialnego Polskiej Rzeczypospolitej Ludowej w latach 1954–1972.
Gromady, z gromadzkimi radami narodowymi (GRN) jako organami władzy najniższego stopnia na wsi, funkcjonowały od reformy reorganizującej administrację wiejską przeprowadzonej jesienią 1954 do momentu ich zniesienia z dniem 1 stycznia 1973, tym samym wypierając organizację gminną w latach 1954–1972.
Gromadę Świątniki z siedzibą GRN w Świątnikach utworzono – jako jedną z 8759 gromad na obszarze Polski – w powiecie aleksandrowskim w woj. bydgoskim, na mocy uchwały nr 24/1 WRN w Bydgoszczy z dnia 5 października 1954. W skład jednostki weszły obszary dotychczasowych gromad Czarnotka, Kaczewo, Świątniki, Wąsewo i Zagórzyce ze zniesionej gminy Radziejów oraz miejscowości Niegibalice folwark parcele i Żychlinowo parcele z dotychczasowej gromady Niegibalice oraz miejscowości Nasiłowo osada, Nasiłowo folwark parcele i Przylesie osada z dotychczasowej gromady Nasiłowo ze zniesionej gminy Bytoń w tymże powiecie. Dla gromady ustalono 19 członków gromadzkiej rady narodowej.
1 stycznia 1956 gromada weszła w skład nowo utworzonego powiatu radziejowskiego w tymże województwie.
1 stycznia 1958 z gromady Świątniki wyłączono wsie Niegibalice i Nasiłowo, włączając je do gromady Nowy Dwór w tymże powiecie.
Gromadę zniesiono 31 grudnia 1961, a jej obszar włączono do gromad Piotrków Kujawski (wsie Anusin, Chełmiczki, Czarnotka, Czynszakowo, Kaczewo, Kępa Mała, Świątniki, Świątniki Małe i Wąsewo oraz miejscowości Józefowo, Kaczewo, Probostwo, Wasilewiakówek i Zagorzyce-Kolonia) i Radziejów (wsie Zagorzyce i Wąsewo Kolonia) w tymże powiecie.